# The Days of the Phoenix
«The Days of the Phoenix» es uno de los sencillos de AFI pertenecientes al álbum Art of Drowning de 2001. En el sencillo comercializado apareció otro tema también de Art of Drowning, "Wester". "A Winter's Tale" puede encontrarse en el disco retrospectivo homónimo de la banda, que fue lanzado en 2004, donde también se incluyó "The Days of the Phoenix".
Davey Havok escribió este sencillo, de cuyo EP promocional se vendieron 500 copias. El videoclip fue dirigido por Marc Webb y grabado en la sala 8 Below de California.

## Listado de canciones
1. «The Days of the Phoenix» – 3:27
2. «Wester» – 3:25
3. «A Winter's Tale» – 3:01

## Posicionamiento
| Lista      | Posición |
| ---------- | -------- |
| UK Singles | 152      |